# Jean-Paul Manganaro
Jean-Paul Manganaro (Bordeaux, 19 ottobre 1944) è un saggista e traduttore francese, professore emerito di letteratura italiana contemporanea all’Università di Lilla.

## Biografia
Di padre siciliano, Jean-Paul Manganaro è nato a Bordeaux, ma quando aveva due anni i suoi genitori ritornarono a vivere ad Avola, dove lui è cresciuto. Ha realizzato studi, saggi e traduzioni di scrittori, poeti e artisti italiani, tra cui Carlo Emilio Gadda e Italo Calvino. In Francia ha pubblicato una monografia su Carmelo Bene (1977) e ne ha tradotto in francese l'Opera omnia (primo e secondo volume, attualmente ne sta completando l'ultimo). In oltre quarant’anni ha tradotto in francese duecento libri italiani (scritti da Gadda, Calvino, Carmelo Bene, Pasolini, Pirandello, Tomasi di Lampedusa, Consolo, Camon, Fleur Jaeggy,  Calasso, Tabucchi, Del Giudice, Magris, Mari, Marco Martinelli, Moresco, Mimmo Borrelli ecc.) soprattutto per gli editori Gallimard e Seuil.
Ha curato per Ubulibri l'edizione in italiano (pubblicata originariamente nel 1984) dell'opera L'immagine-movimento. Cinema 1, prima parte delle teorie e riflessioni sul cinema da parte di Gilles Deleuze, il quale gli ha espressamente dedicato questa sua opera.

## Opere principali

### Saggistica
- (FR)  Carmelo Bene, Éditions Dramaturgie, 1977
- (FR)  Douze mois à Naples, Éditions Dramaturgie, 1983
- (FR)  Rêve d'un masque, Éditions Dramaturgie, 1983
- (FR)  Le Baroque et l'ingénieur. Essai sur l'écriture de C.E. Gadda, Éditions du Seuil, 1994
- (FR)  Italo Calvino, romancier et conteur, Éditions du Seuil, 2000
- (FR)  Federico Fellini. Romance, Éditions P.O.L, maggio 2009

### Traduzioni
- (IT)  L'immagine-movimento. Cinema 1 di Gilles Deleuze, Ubulibri, 1984
- (FR)  Œuvres complètes (tomo I e II) di Carmelo Bene, Éditions P.O.L, 2009